# کولکرهایده
کولکرهایده (به آلمانی: Kolkerheide) یک شهر در آلمان است که در نوردفرایسلند واقع شده‌است. کولکرهایده ۶۳ نفر جمعیت دارد.